# Roštění
Roštění (en allemand : Roschtien, précédemment : Roschtin) est une commune du district de Kroměříž, dans la région de Zlín, en République tchèque. Sa population s'élevait à 670 habitants en 2025.

## Géographie
Roštění se trouve à 14 km au nord-est de Kroměříž, à 19 km au nord-est de Zlín, à 71 km à l'est-nord-est de Brno et à 237 km à l'est-sud-est de Prague.
La commune est limitée par Kostelec u Holešova à l'ouest et au nord, par Pacetluky et Bořenovice à l'est, et par Rymice au sud.

## Histoire
La première mention écrite de la localité date de 1376.

## Transports
Par la route, Roštění se trouve à 7 km de Holešov, à 16 km de Kroměříž, à 25 km au nord-nord-est de Zlín, à 78 km de Brno et à 284 km de Prague.

## Source
- (cs) Cet article est partiellement ou en totalité issu de l’article de Wikipédia en tchèque intitulé « Roštění » (voir la liste des auteurs).